# 2018年8月東亞熱浪
2018年8月東亞熱浪，指東亞地區於2018年8月受颱風雲雀、颱風珊珊下沉氣流與副熱帶高壓影響，從而出現的持續高溫事件。影響範圍包括中國東北地區、北韓、韓國、日本、臺灣等地，並造成多處經濟損失與人員傷亡，間接導致東北亞地區自2018年7月以來再度出現長延時熱浪。

## 主要原因
中國國家氣候中心氣候服務首席艾婉秀研判，由於2018年4月反聖嬰現象結束後海溫上升極快，導致副熱帶高壓勢力明顯偏強，位置異常偏北，平均強度超過常年同期1倍以上，同時其南側不斷有熱帶氣旋生成，推動副熱帶高壓向北移動，中國東北及華北地區正受其支配而出現高溫天氣。加上蒙古、中國東北與西藏一帶產生副熱帶暖氣團，籠罩在東北亞諸國上空久不散去；而颱風雲雀挾帶東風，自朝鮮半島東岸經太白山脈吹向西岸而增添熱氣，且附近無雲帶經過，陽光直射之下使溫度持續攀升。韓國氣象廳表示，此次熱浪事件主要是因為東北亞地區受太平洋高壓與颱風雲雀下沉氣流所致。朝鮮國家水文氣象局亦指出受「異常」的太平洋高壓影響而產生連日高溫，且稱此次以及上個月熱浪為該國「自氣象觀測以來最嚴重的高溫現象」。

## 溫度狀況

### 日本
日本氣象廳表示，7月29日受颱風雲雀所造成的焚風影響，東日本持續出現高溫，其中新潟縣一度測得攝氏39度；而在8月3日當天，有全國2成以上的測站最高氣溫皆出現逾攝氏35度。愛知教育大學氣象學名譽教授大和田道雄指出，位於日本海的副熱帶高壓挾帶氣流吹向日本東岸時，伊吹山與鈴鹿山脈成為其地形屏障，再加上熱島效應影響，使得愛知縣名古屋市於8月3日測得攝氏40.3度，創下當地自1890年以來氣溫新高。8月6日、8日另受颱風珊珊外圍下沉氣流以及熱島效應等因素影響，岐阜縣下呂市及美濃市皆測得攝氏41度，乃日本國內觀測史上氣溫次高，僅次於上個月熱浪在埼玉縣熊谷市測得之攝氏41.1度，另外愛知縣名古屋市最高氣溫亦達攝氏39.4度。

### 韓國
在韓國，8月1日多地氣溫皆創下歷史新高。江原道洪川郡測得高達攝氏41度，僅僅一週即超越上個月熱浪所創下之國內觀測史上氣溫最高紀錄，同時亦是該國自1942年8月後第2度觀測到逾40度的極端高溫；首爾一度測得攝氏39.6度，是當地自1907年有觀測紀錄以來新高，並大幅超越1994年攝氏38.4度的紀錄，2日晚間當地最低氣溫亦測得攝氏30.4度，同樣超越上個月熱浪的觀測紀錄，創下觀測史上單日最低氣溫新高。

### 朝鮮
《朝鮮新報》指出，7月31日全國平均最高氣溫測得攝氏35度、8月1日更高達攝氏35.9度。朝鮮中央通訊社則表示，江原道元山市和咸鏡南道金野郡等地氣溫皆達攝氏39度、慈江道中江郡更測出攝氏40.2度，創下當地觀測史上新高，而部分內陸地區午間最高溫亦出現攝氏40度。朝鮮中央電視台則稱，在7月30日至8月2日之間，慈江道滿浦市測得攝氏40.7度、平安南道寧遠郡攝氏40.1度、慈江道長江郡攝氏40度。其中在8月1日，慈江道江界市測得攝氏38.9度、平安北道新義州市攝氏38.5度、開城特級市及平安南道平城市攝氏37.9度、黃海道海州市攝氏36.9度、黃海北道沙里院市攝氏36.6度、南浦特別市攝氏35.7度，另有數十處最高氣溫逾攝氏37度；而平壤則測得攝氏37.8度，3日最高溫更高達攝氏38度，相較往年同期增加8度，且創下當地觀測史上新高，氣候數據顯示當地比往年高出至少5至6度。

### 臺灣
宜蘭縣大同鄉土場在7月30日測得最高溫攝氏39.9度，31日一度測得攝氏38.8度，8月1日亦有測得攝氏38.5度，連續3天均出現攝氏38度以上之高溫，臺灣中央氣象局稱，此起高溫是由於颱風雲雀之外圍環流挾帶華南地區一帶的暖空氣，其經過山脈後出現西南風沉降而產生類焚風，再加上當地位於蘭陽溪上游之狹長河谷內，故垂直對流受限、水平流動亦受地形阻擋所致。7月31日，受上述沉降作用影響，花蓮縣瑞穗鄉富源測得攝氏38.3度、瑞穗鄉舞鶴以及富里鄉則測得攝氏38度，臺灣中央氣象局為此因應，在翌日（8月1日）將桃園市、新竹縣、苗栗縣納入黃燈高溫警示範圍，基隆市、台北市、新北市、彰化縣、花蓮縣納入橙燈高溫警示範圍，宜蘭縣則納入紅燈高溫警示範圍。8月1日，花蓮縣瑞穗鄉富源測得攝氏37.8度，台北市亦一度測得攝氏37度。

### 中國大陸
中华人民共和國當局自2018年7月東北亞熱浪至此次熱浪事件持續發布高溫預警，該國國家氣象中心表示，遼寧省及天津市等多處氣溫逼近攝氏40度。自7月28日開始，遼寧省大部分地區最高氣溫先後攀升至攝氏35度以上，瀋陽市、大連市、鞍山市、本溪市、丹東市、鐵嶺市等30處國家氣象觀測站的日最高氣溫均已突破設站以來之歷史極值，而截至8月2日，瀋陽已連續6日皆出現攝氏35度以上高溫，高溫持續日數居建站以來首位，其中8月2日最高氣溫達攝氏38.4度。

## 災害與影響
受此次熱浪事件影響，根據韓國農水產食品流通公社資料顯示，一箱8公斤的高麗菜在7月時售價為7600韓圓，在8月1日翻漲至1.5萬韓圓，漲幅逾1倍之多；而大白菜之價格亦攀升2至4成。而不堪無降雨及強烈陽光照射的全羅北道蘋果，亦已出現遭曬透發爛的慘況，人蔘也呈現乾癟、大白菜則出現泛黃枯萎的現象；沿海漁業則出現魚群死亡，已嚴重影響農漁民收成，預估對中秋連假的市場交易造成不利衝擊。該國金融委员会表示，全國16家銀行旗下共6000分行的辦公室、接待室等設置「熱浪避難所」以便民眾避暑，並供給冷水等便利商品。該國更傳出逾300萬頭牲口死亡，高溫相關疾病死亡人數大增4倍，蔬菜也因供應短缺而價格翻倍。韓國國務總理李洛淵指出，政府正在考慮幫助農民支付增加的電費，同時要求各部會必須研究在熱浪時期降低電費的措施，以暫時減輕低收入戶的電費負擔。
朝鮮中央電視台稱此次熱浪對經濟產生「嚴重影響」，但未詳述災情，此外亦造成全國各地游泳池人潮擁擠。朝鮮中央通訊社發出高溫熱浪警告，並表示當局已開始緊急改善灌溉設施，陸續興建新的水井和水庫，藉此儘量減低此次熱浪對農業的影響。《勞動新聞》則發表社論，強調此乃「前所未見的天災」，闡述全國農區皆有大米、粟米等農作物枯萎的通報，處理高溫對農業造成的影響是極重要及緊急的事務，強調「全部力量和人員必須總動員起來，與高溫和乾旱作鬥爭」，並呼籲國民展示愛國熱情，節省每一滴水。當局警告，由於此次熱浪以及目前多處未出現降雨等因素，已嚴重影響黃海南道、黃海北道的水稻及玉米等農作收成，須致力防止災情可能衍生饑饉，更攸關今年糧食生產是否能達到預定目標。韓國農業智庫GS&J朝鮮與東北亞研究院院長權泰鎮分析稱，朝鮮農業收成將較往年低約5%左右。紅十字會與紅新月會國際聯合會（IFRC）為此已於熱浪災區部署緊急應變小組，以及設置20台抽水機灌溉農田，另向朝鮮紅十字會提供逾21萬瑞士法郎，其指出當前朝鮮有2500萬居民焦慮且脆弱，兒童營養不良的問題且可能因此惡化，該機構駐平壤的專案主管約瑟夫·穆揚波特（Joseph Muyamboit）說道：「目前尚未被認定為旱災，但稻米、玉米和其他作物已在田中枯萎，可能為朝鮮人民帶來災難性的後果。」朝鮮前駐英公使太永浩對此說道：「如果現在這樣的高溫現象持續下去，農業將遭受嚴重打擊，年底的糧食情況或將變得嚴峻。」並表示朝鮮在聯合國安全理事會第2375號決議所實行之經濟制裁下，若對糧食問題構成進一步打擊，有可能對朝美之間的無核化談判產生影響。
截至8月6日，中國大陸估計逾6470萬畝耕地乾旱，460多萬人飲用水短缺，為此國務院要求，將保障居民飲水安全放在抗旱工作首位。另外，遼寧省法庫縣一處濕地約四分之三面積因此乾涸，水溫上升使得近2萬斤魚類集體缺氧死亡。運城鹽湖亦因此次高溫而導致湖中藻類迅速繁殖，不同的藻類在湖中呈現出五顏六色，在密度與光線折射等因素之下產生有層次的繽紛色調。
臺灣方面，臺灣電力公司表示由於高溫推升用電量，7月31日之全臺用電量高達3690.6萬瓩，8月1日更出現3735.1萬瓩而創下臺灣史上用電量新高，並預估未來數日的用電量仍高居不下，未來一週備轉亮率約略於6.32%至8.84%之間，供電燈號持續亮出「供電吃緊」的黃燈。而日本九州電力決定於8月至9月間提供75歲以上樂齡人口九折電價優惠，以此促進空調使用率來避免民眾中暑。